# Emotive
Emotive (estilizado eMOTIVe) es el tercer álbum de la banda americana de rock alternativo A Perfect Circle. Fue lanzado el 1 de noviembre de 2004. En los Estados Unidos fue lanzado un día después para coincidir con las elecciones presidenciales en ese país. El álbum contiene 10 canciones versionadas de contenido político y 2 canciones "originales" que también son versiones. "Passive" es una versión de la canción "Vacant" del exgrupo Tapeworm y "Counting Bodies Like Sheep To The Rhythm of the War Drums" es la continuación de la canción "Pet" lanzada el 2003 en el álbum Thirteenth Step. Debutó en la lista de los Billboard Top 200 en la posición 2. Fue certificado Disco de Oro por la RIAA el 9 de diciembre de 2004. El diseño del álbum muestra a la ciudad de Los Ángeles en un estado de Armagedón.

## Lista de canciones
1. "Annihilation" (Crucifix) – 2:13
2. "Imagine" (John Lennon) – 4:48
3. "Peace, Love, and Understanding" (Nick Lowe; Elvis Costello) – 5:03
4. "What's Going On" (Marvin Gaye) – 4:53
5. "Passive" (Tapeworm) – 4:09
6. "Gimmie Gimmie Gimmie" (Black Flag) – 2:18
7. "People Are People" (Depeche Mode) – 3:43
8. "Freedom of Choice" (Devo) – 2:59
9. "Let's Have a War" (Fear) – 3:28
10. "Counting Bodies Like Sheep to the Rhythm of the War Drums" – 5:36
11. "When the Levee Breaks" (Memphis Minnie and Kansas Joe McCoy; Led Zeppelin) – 5:55
12. "Fiddle and the Drum" (Joni Mitchell) – 3:06

## Personal
- Charlie Clouser - Programación.
- Critter - Ingeniero.
- Steve Duda - Ingeniero Digital.
- Joshua Eustis - Baterías, ingeniero, mezclado.
- Jason Freese - Sax.
- Steven R Gilmore - Diseño, fotografía, diseño del póster.
- John Giustina - Fotografía.
- Billy Howerdel - Bajo, Guitarra, piano, armónica, teclados, programación, voces, productor, ingeniero, mezclado.
- James Iha - Guitarra, teclados, programación.
- Maynard James Keenan - Piano, voces, productor ejecutivo.
- Paz Lenchantin - Piano, cuerdas.
- Danny Lohner - Bajo, guitarra, teclados, programación, voces, productor, ingeniero, mezclado, instrumentación.
- David Mattix - Ingeniero asistente.
- Matt Mitchell - Ingeniero digital.
- Andy Wallace - Mezclado.
- Jeordie Osborne White - Bajo.
- Josh Freese - Baterías.

## Posiciones
Álbum
| Año  | Categoría           | Posición |
| ---- | ------------------- | -------- |
| 2004 | The Billboard 200   | 2        |
| 2004 | Top Canadian Albums | 5        |
| 2004 | Top Internet Albums | 2        |

Sencillos
| Año  | Sencillo  | Categoría              | Posición |
| ---- | --------- | ---------------------- | -------- |
| 2004 | "Imagine" | Mainstream Rock Tracks | 26       |
| 2004 | "Imagine" | Modern Rock Tracks     | 26       |
| 2004 | "Passive" | Mainstream Rock Tracks | 14       |
| 2004 | "Passive" | Modern Rock Tracks     | 14       |